# Lui Olesk
Amandus Louis Bernhard Olesk (* 30. Septemberjul. / 12. Oktober 1876greg. in der Landgemeinde Kavastu, Kreis Tartu, Livland; † 19. Februar 1932 in Tartu, Republik Estland) war ein estnischer Jurist und Politiker.

## Frühe Jahre
Lui Olesk wurde als Sohn der seit 1869 verwitweten Helene Marie Norrmann (geb. Reinwald, 1844−-1919) geboren. 1883 wurde er von dem Landwirt Peeter Olesk als Kind angenommen.
Lui Olesk besuchte von 1895 bis 1902 das renommierte Hugo-Treffner-Gymnasium in Tartu. Sein Abitur legte er als Externer in Narva ab. Ab 1902 studierte er Rechtswissenschaft an der Universität in Tartu. Er gehörte dem Verein Studierender Esten (Eesti Üliõpilaste Selts) an. Nach seinem Studium war Olesk als Anwalt in Tartu tätig. Gleichzeitig engagierte er sich auch bei der Zeitung Postimees.

## Politik
Früh zog es ihn in die Politik. 1905 war er einer der Mitbegründer der Gruppe der Radikalsozialisten. Gleichzeitig wurde er Herausgeber der Zeitung Vaba Sõna („Freies Wort“). Nach dem Scheitern der Revolution von 1905 wurde Olesk 1906 inhaftiert. Die Jahre zwischen 1908 und 1910 musste er in der Verbannung in Wologda verbringen.
Von 1910 bis 1917 war er wieder als Anwalt in Tartu tätig. Ab 1917 gehörte er dem Stadtrat von Tartu an und war dessen Vorsitzender.
Während der deutschen Besetzung Estlands waren Lui Olesk und seine Frau von April bis November 1918 von den deutschen Machthabern inhaftiert. Erst mit dem Zusammenbruch des deutschen Kaiserreichs kamen sie wieder frei. Olesk organisierte dann schnell die Wiederherstellung der Rechtsordnung im Süden Estlands. 1918/1919 war er Vorsitzender des Friedensgerichts von Tartu-Võru.
Mit der Gründung der unabhängigen Republik Estland machte er schnell politische Karriere in der sozialdemokratischen Estnischen Arbeitspartei (Eesti Tööerakond). Ab April 1919 war Olesk Mitglied der Verfassungsgebenden Versammlung der Republik Estland (Asutav Kogu). Von April bis Oktober 1919 war er 1. Stellvertretender Vorsitzender der Konstituante.
Im August 1919 wurde Lui Olesk zum Generalstaatsanwalt der jungen Republik berufen. Im Oktober 1919 trat er als Gerichtsminister in die kurzlebige Koalitionsregierung unter seinem Parteifreund Otto Strandman ein. Von Oktober 1920 bis Januar 1921 war Olesk Innenminister sowie Arbeits- und Sozialminister in der Regierung von Anton Piip. Anschließend gehörte er bis Ende 1921 dem Parlament (Riigikogu) an.
Nach seinem Ausscheiden aus dem Parlament war Olesk wieder als Anwalt sowie journalistisch tätig. 1923 wurde er kurzzeitig Chef-Redakteur der Zeitung Vaba Maa („Freies Land“) und 1925 der Zeitschrift Vaba Sõna.
Daneben war Olesk im Kultur- sowie im Wirtschaftsleben aktiv, unter anderem von 1928 bis zu seinem Tod als Vorstandsvorsitzender der Versicherungsgesellschaft Oma.

## Familie
Lui Olesk war seit 1905 mit der Frauenrechtlerin und Politikerin Minni Kurs-Olesk (1879–1940) verheiratet. Da beide für die strikte Trennung von Staat und Kirche eintraten, wurde die Ehe ohne kirchliche Trauung geschlossen, ein Skandal für die damalige Zeit. Das Paar hatte vier Töchter.
Minni Kurs-Olesk gehörte wie ihr Mann als Abgeordnete der sozialdemokratischen Estnischen Arbeitspartei 1919/1920 der Verfassungsgebenden Versammlung der Republik Estland an. Sie blieb in der gesamten Zwischenkriegszeit gesellschaftlich aktiv und war eine der wegweisenden Feministinnen des Landes.
Olesks Enkel, der bekannte estnische Literaturwissenschaftler und Politiker Peeter Olesk (1953–2021), ist ein Sohn von Lui und Minni Olesks Tochter Maja-Helmi Olesk (1909–2000).